# Vojtěch Matocha
Vojtěch Matocha (* 1989 Olomouc) je český spisovatel, matematik a programátor. Je známý svou sérií dobrodružných románů pro děti a mládež zvanou Prašina.

## Vzdělání
Vystudoval gymnázium, poté obor Matematické metody na Matematicko-fyzikální fakultě Univerzity Karlovy.

## Práce a život
Žije v Praze, konkrétně v části Vinohrady. V roce 2018 vydal román Prašina, který sklidil velký úspěch u dětí i kritiků. Kniha získala a byla nominována na několik cen, např. Cenu učitelů nebo Cenu Jiřího Ortena. Celkem vydal tři díly Prašiny a dvě série komiksů. Podílel se také na projektu virtuální In-karty, vedl též skautský oddíl, se kterým dodnes spolupracuje. Píše též recenze pro portál iLiteratura.cz, ve svém volném čase cestuje a věnuje se horské turistice.